# Piszkupstina
Piszkupstina (macedónul: Пискупштина) település Észak-Macedóniában, a Délnyugati körzetben, Sztruga községben.

## Népesség
| Lakosok száma | 239  | 263  | 249  | 284  | 275  | 266  | 256  | 182  | 145  |
|               | 1948 | 1953 | 1961 | 1971 | 1981 | 1991 | 1994 | 2002 | 2021 |

2002-ben 182 lakosa volt, akik mindannyian macedónok.